# 藍丸灰蝶
藍丸灰蝶（學名：Pithecops fulgens），又名烏來黑星小灰蝶、對黑馬星小灰蝶、紫黑星灰蝶、紫圓灰蝶。

## 描述
本種為小型灰蝶，具雌雄二型性。雌雄外觀相似，差異在前足構造與翅色斑。雄蝶前足跗節癒合、末端下彎尖銳，翅背具具金屬光澤的紫色或靛藍色斑塊；雌蝶跗節未癒合，翅背無光澤斑。
全身背側多為暗褐色，腹側白色。頭被毛，頭頂褐色，中央具白斑；額白色，中間有褐色帶紋。觸角黑褐色，具白環；口器褐色。下唇鬚白色，背面黑褐，右側末節略短。複眼光滑。胸腹部背面黑褐，腹面白。足白色，有褐色條紋與帶紋。
前翅長8-14 mm，呈較寬的三角形，前緣與外緣呈弧形；後翅圓形。翅背面黑褐色，雄蝶前後翅基部至中央具亮紫或靛藍色斑。翅腹面白色，前翅前緣常有1至2個小黑點，後翅前緣外側有明顯黑圓斑。亞外緣具橙色細帶與外側黑點列，有時呈橙色斷線，後翅內緣附近則轉為黑褐色。前翅緣毛白褐相間，後翅緣毛白，翅脈端褐色。

## 分佈
分布於印度東北部、越南、華南、華東、日本對馬島及臺灣。在臺灣，主要見於北部低海拔坡地與山區。

## 棲地
棲息於潮濕常綠闊葉林底層，一年多代，飛行緩慢，成蟲會訪花；幼蟲以豆科的細梗山螞蝗及琉球山螞蝗的花、花苞、豆莢、新芽和幼葉為食。